# Hemifentonia mandschurica
Hemifentonia mandschurica är en fjärilsart som beskrevs av Charles Oberthür 1911. Hemifentonia mandschurica ingår i släktet Hemifentonia och familjen tandspinnare. Inga underarter finns listade i Catalogue of Life.